# Saint-Pierre-le-Viger
Saint-Pierre-le-Viger település Franciaországban, Seine-Maritime megyében. Lakosainak száma 261 fő (2022. január 1.). Saint-Pierre-le-Viger Angiens, Fontaine-le-Dun, La Gaillarde, Gruchet-Saint-Siméon és Houdetot községekkel határos.

## Népesség
A település népessége az elmúlt években az alábbi módon változott:
| Lakosok száma | 259  | 254  | 260  | 257  | 260  | 265  | 265  | 268  | 261  |
|               | 2013 | 2015 | 2016 | 2017 | 2018 | 2019 | 2020 | 2021 | 2022 |